# 皮克灵核电站
皮克灵核电站（英文：Pickering Nuclear Generating Station）是一座位于加拿大安大略湖北岸，安大略省杜林区皮克灵市附近的核电站；它是全世界最老的核电站之一，现为加拿大第三大核电站，并为安大略省提供15%的电力供应。

## 各反应堆编制
8个反应堆被编为以下两个分站
皮克灵A分站（PICKERING A）
- 皮克灵A 1号机
- 皮克灵A 2号机 (安全关闭状态)
- 皮克灵A 3号机 (安全关闭状态)
- 皮克灵A 4号机

皮克灵B分站（PICKERING B）
- 皮克灵B 5号机
- 皮克灵B 6号机
- 皮克灵B 7号机
- 皮克灵B 8号机

尽管两个分站位于同一发电站里，但由于设计上的一些不同，直到2011年以前，两个分站一直各自独立运行；2010年起两个分站整合统一运行。

## 历史
皮克灵核电站建设阶段为1965年至1986年 ，由安大略省省属皇家企业安大略省水电公司负责建造。
1999年4月，安大略省水电公司被拆分为5家相关联的省属皇家企业，其中之一的安大略省发电公司（OPG）接管了其所管辖的所有发电站，皮克灵核电站在安大略省发电公司的管理下继续运行。

## 未来计划
2016年1月，安大略省政府批准皮克灵核电站继续运营至2024年的计划，安大略省电力公司计划于2024年12月31日停止该核电站的商业运营，并于2028年计划开始正式退役程序。
2018年，加拿大核安全委员会正式批准安大略省电力公司的皮克灵核电站核能反应堆运行执照有效期延长至2028年8月31日，并表示2024年之后该站任何一个反应堆机组的继续商业运营需要取得委员会的授权。
2020年，安省政府和安省发电公司宣布，计划延长皮克灵核电站部分机组的运行时间至2025年，目前该计划仍在等待加拿大核安全委员会的批准。

## 记录
1994年10月7日，皮克灵核电站7号机组达成持续运行894天的世界记录，并保持22年；该记录直到2016年被位于英国的希舍姆核电站2号站8号机组超过。